# 中国民主同盟湖北省委员会
中国民主同盟湖北省委员会，简称民盟湖北省委，是中国民主同盟在湖北省的地方组织。